# Suore carmelitane teresiane (Veroli)
Le Suore Carmelitane Teresiane, dette di Veroli, sono un istituto religioso femminile di diritto pontificio: le suore di questa congregazione pospongono al loro nome la sigla S.C.T.

## Storia
La congregazione fu fondata nella Campagna e Marittima dal carmelitano scalzo Isidoro della Natività (Giacomo Sciuti). Svolgendo l'ufficio di questuante per il convento romano di Santa Maria della Scala, il frate rimase colpito dallo stato di abbandono in cui si trovavano le ragazze che incontrava nelle aree rurali: nel 1737 organizzò a Boville Ernica, in diocesi di Veroli, una comunità di "Maestre pie", formata da terziarie carmelitane teresiane, con il fine di provvedere all'educazione religiosa, morale e sociale delle fanciulle delle parrocchie più povere.
Le suore si diffusero in varie zone dello Stato pontificio (Campania, Lazio, Marche) e nel 1769, alla morte del fondatore, avevano già 18 case. Dopo la scomparsa di Isidoro della Natività la congregazione passò poi all'obbedienza del superiore della provincia romana dei carmelitani scalzi, che delegò il governo delle religiose a Valerio di San Pio: le prime regole delle carmelitane teresiane furono approvate da Eusebio di Santa Maria, preposito generale dell'ordine, il 9 novembre 1773.
Dopo la promulgazione del Codice di diritto canonico del 1917, le costituzioni della congregazione furono riformate e ottennero l'approvazione della Santa Sede nel 1928.

## Attività e diffusione
Le carmelitane teresiane si dedicano all'istruzione a all'educazione cristiana della gioventù.
Oltre che in Italia, le suore sono presenti in Brasile e in India; la sede generalizia è in via Tasso a Roma.
Alla fine del 2011 la congregazione contava 58 religiose in 12 case.